# Hammam Righa
Hammam Righa (ar. حمام ريغة) – miasto w Algierii, w prowincji Ajn ad-Dafla.